# Colorimetro

Rappresentazione schematica di un colorimetro: (1) Selezione della lunghezza d'onda, (4) Cambio lampada per operare nell'ultravioletto (lampada a deuterio), (5) Display, (6) Compartimento del campione, (7) Azzeramento (100% T), (8) Regolatore della sensibilità.

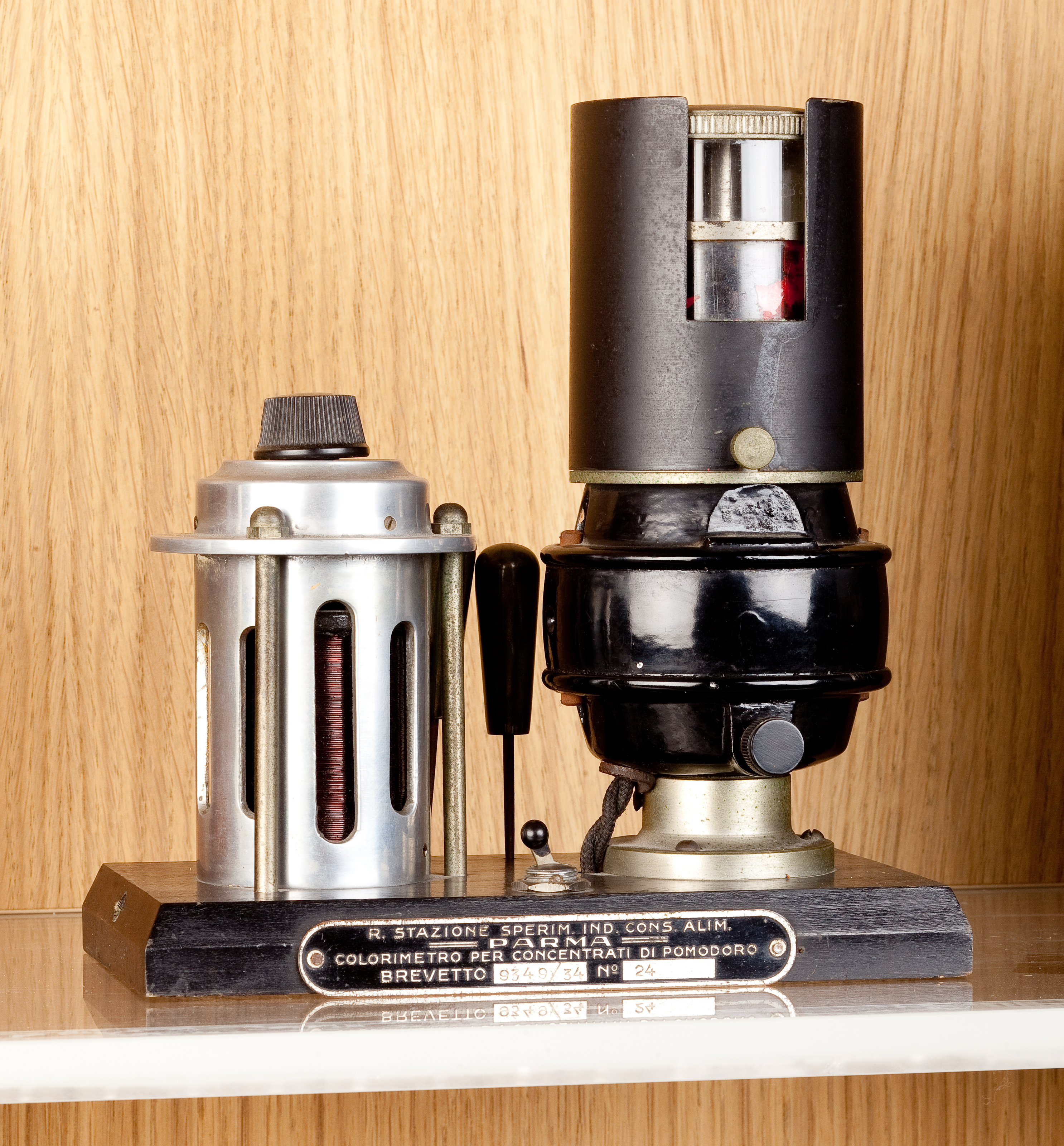
Colorimetro per la determinazione del colore dei derivati del pomodoro.

Un colorimetro è uno strumento che misura l'assorbimento di particolari lunghezze d'onda della luce da parte di una soluzione colorata. È comunemente usato per determinare la concentrazione di un soluto conosciuto in una soluzione per mezzo della legge di Lambert-Beer, che afferma che la concentrazione di un soluto è proporzionale all'assorbanza.
È caratterizzato da una maggiore semplicità costruttiva rispetto ad uno spettrofotometro e per operare generalmente nella regione spettrale del visibile, tra circa 400-700 nm.

## Parti componenti lo strumento
Le parti essenziali di un colorimetro sono: 
- una sorgente luminosa
- una fenditura regolabile
- un set di filtri colorati
- una cuvetta
- un rivelatore (solitamente un fotoresistore) per misurare la luce trasmessa
- un display

Vari filtri ottici sono utilizzati nel colorimetro per selezionare l'intervallo di lunghezze d'onda della luce nel quale il soluto assorbe maggiormente, al fine di minimizzare l'errore. La gamma di lunghezza d'onda usuale è 400-700 nanometri (nm). Se è necessario operare nel campo dell'ultravioletto (inferiore a 400 nm), è necessario utilizzare una sorgente adatta, in genere una lampada a deuterio. Nei moderni colorimetri lampada e filtri possono essere sostituiti da una serie di diodi ad emissione luminosa (LED) di diversi colori.